# 幻想万華鏡
幻想万華鏡（げんそうまんげきょう）とは、上海アリス幻樂団による『東方Project』シリーズを原作とした日本の同人アニメ作品である。アニメーション制作は、同人サークル『満福神社』が担当する。

## 製作
| 原作                 | 上海アリス幻樂団    |
| 監督・絵コンテ       | 蕨抜六              |
| 制作・脚本           | トミー朕            |
| キャラクターデザイン | るなむー            |
| 動画監督             | ハチ                |
| 美術監督             | ぬまん              |
| 色彩設計             | ちゃむ・べりー      |
| 撮影監督             | ヤクシニ            |
| 音響効果             | Michael J. Dog      |
| プロデューサー       | みっちゃん 嵯峨飛鳥 |
| アニメーション制作   | 満福神社            |

概要
本編は2011年8月13日から2023年5月7日にかけて頒布された。全18話。『東方妖々夢』『東方紅魔郷』『東方花映塚』『東方非想天則』『東方永夜抄』『東方風神録』を原作とする7編に、オリジナル最終章1編を加えた計8編で構成される。
主題歌と劇伴は同人サークルの幽閉サテライトが担当している。
設定
本作は基本的には原作に忠実であるが、スペルカードのルールが存在しない。また、キャラクターの性格やドラマはアニメとして面白くなるように変更されている。その例として、射命丸文が挙げられる。射命丸文は原作ゲームでは花映塚から登場するが、幻想万華鏡では1話から登場している。特ダネをつかみたい文と情報が欲しい魔理沙の関係を描くことで、シナリオを短縮するためによく利用される。
シナリオ
時系列
本作は一部の章の順番が前後している。そのような構成になった理由は、制作体制を考慮しながら、作れる話を優先して制作していったためだという。制作の順番はバラバラであるが、時系列は原作通りであるという。
紅霧異変の章
「紅霧異変の章」は、地霊殿後の宴会から紅魔郷を回想する形で構成されている。「紅霧異変の章」を地霊殿後の話にしたのは、紅魔郷はWindows版の1作目でキャラが少ないため、時系列を後ろにずらすことで多くのキャラを登場させようとしたからである。トミー朕はこのことについて、「宴会シーンではできる限りのキャラを登場させたが、作画監督の負担が大きく、制作陣の能力を考慮できていなかった」と振り返った。その他に、OPに地霊殿モチーフの「月に叢雲華に風」PVを流用する意図もあったという。
花の異変の章
「花の異変の章」は、初期脚本では妖怪の山での早苗と紫の会話シーンで終わる予定であった。しかし、東日本大震災が製作途中で発生したため、その話を連想させないように、シーンの順番を入れ替えてしんみりしないように作られている。
音響
本作はキャラクターのセリフがアフレコされておらず、効果音とBGMのみで音響が構成されている。そのため、キャラクターのセリフは字幕で表現される。キャラクターの声が収録されていない理由として、トミー朕は「東方ファンそれぞれのイメージを尊重するため」「公式と誤解されることを防ぐため」などを挙げている。

## ストーリー
本節では、各章を時系列順に並び替えたうえで解説を行なう。
春雪異変の章（第1話）
『東方妖々夢』を原作とする章。
いつまで経っても幻想郷に春が来ない。魔理沙は降り積もる雪を指さして異変の可能性を訴えるも、霊夢は聞く耳を持たず神社へ閉じこもってしまう。そんな彼女にしびれを切らした魔理沙は、異変解決をすべく単独で調査を始める。調査の末、春を盗んだ犯人が冥界の住人であることが発覚する。魔理沙は春を取り返すために冥界へ乗り込む。
永夜異変の章（第8話～第11話）
『東方永夜抄』を原作とする章。
夜が明けない異変を解決すべく調査を行なう魔理沙とアリス。二人は迷いの竹林にて、敵であるはずの八雲紫と行動をともにする霊夢を発見する。霊夢と紫によれば、夜が明けない異変は紫が起こしたもので、その目的は月が偽物にすり替えられた真の異変を解決するためであるという。真の異変を解決すべく、四人は竹林の奥に隠れる永遠亭へ向かう。
肝試しの章（第12話～第13話）
『東方永夜抄』を原作とする章。
幻想郷への仲間入りを果たし、肝試し大会を開催する永遠亭。その裏では、不老不死の怪物を巡る「真の肝試し大会」が行なわれていた。
花の異変の章（第5話～第6話）
『東方花映塚』を原作とする章。
季節を無視して様々な花々が幻想郷に咲き乱れる。この事件を異変として記事にするべく、射命丸文は幻想郷中を飛び回る。
妖怪の山決戦の章（第14話～第17話）
『東方風神録』を原作とする章。
突如現れた守矢神社の巫女・東風谷早苗から宣戦布告を受ける霊夢。幻想郷最強の勢力である妖怪の山を従えた守矢神社は、博麗神社の廃業または降伏を霊夢に迫る。恐喝の一環として神社の一部を破壊した早苗は、3日の猶予を残して博麗神社から去る。霊夢は反撃すべく妖怪の山へと向かう。
紅霧異変の章（第2話～第4話）
『東方紅魔郷』を原作とする章。
地底の異変を解決した霊夢たちは、守矢神社で宴会を行なう。宴会の最中、異変解決の勉強をしたいとの早苗の頼みに応え、魔理沙は紅霧異変を解決した時のことを振り返る。
巨大妖怪伝説の章（第7話）
『東方非想天則』を原作とする章。
伝説の巨大妖怪・だいだらぼっちの影を目撃するチルノ。巨大妖怪を探しに行くと言って聞かないチルノは、それを止める大妖精と喧嘩別れをしてしまう。大妖精は巨大な影の正体を探るチルノを追う。
霊夢暗殺計画の章（第18話）
本作オリジナルの最終章。
萃香から霊夢暗殺計画について聞いた魔理沙は、霊夢が神社に帰っていないこととの関連があると考え、居場所を探るために調査を行い最終的に霊夢が紅魔館にいるということを知り紅魔館へ向かう。しかし、そこにいたのは倒れている霊夢と赤い液体で汚れたレミリアだった。

## 各話リスト
| 話数 | 章題                                                                                       | 編    | 絵コンテ | 演出       | 作画監督 | 総作画監督 | 色彩設計       | 編曲       |
| ---- | ------------------------------------------------------------------------------------------ | ----- | -------- | ---------- | -------- | ---------- | -------------- | ---------- |
| 1    | 春雪異変の章 The Ordinary Magician or: How I Learned to Stop Worrying and Love the Kotatsu | -     | 蕨抜六   | -          | 北村     | るなむー   | moco           | Iceon      |
| 2    | 紅霧異変の章 Interview without the Vampire                                                 | 前編  | 蕨抜六   | -          | るなむー | -          | かっぱのえび子 | Iceon      |
| 3    | 紅霧異変の章 Interview without the Vampire                                                 | 中編  | 蕨抜六   | -          | るなむー | -          | かっぱのえび子 | Iceon      |
| 4    | 紅霧異変の章 Interview without the Vampire                                                 | 後編  | 蕨抜六   | 風花はやて | るなむー | -          | かっぱのえび子 | Iceon      |
| 5    | 花の異変の章 Judgment Day                                                                  | 前編  | 蕨抜六   | -          | るなむー | -          | かっぱのえび子 | 犬神       |
| 6    | 花の異変の章 Judgment Day                                                                  | 後編  | 蕨抜六   | -          | るなむー | -          | かっぱのえび子 | 犬神       |
| 7    | 巨大妖怪伝説の章 Daidarabocchi, King of the Monsters!                                      | -     | 蕨抜六   | 風花はやて | きたさん | -          | かっぱのえび子 | 犬神       |
| 8    | 永夜異変の章 The Night the Earth Stood Still                                               | 前編  | 蕨抜六   | るなむー   | るなむー | -          | かっぱのえび子 | 犬神       |
| 9    | 永夜異変の章 The Night the Earth Stood Still                                               | 中編  | 蕨抜六   | -          | るなむー | -          | かっぱのえび子 | 犬神       |
| 10   | 永夜異変の章 The Night the Earth Stood Still                                               | 後編① | 蕨抜六   | -          | るなむー | -          | かっぱのえび子 | Iceon 犬神 |
| 11   | 永夜異変の章 The Night the Earth Stood Still                                               | 後編② | 蕨抜六   | -          | るなむー | -          | かっぱのえび子 | 犬神       |
| 12   | 肝試しの章 The Only NEET Thing to Do                                                       | 前編  | 蕨抜六   | -          | るなむー | -          | ちゃむ・べりー | 犬神       |
| 13   | 肝試しの章 The Only NEET Thing to Do                                                       | 後編  | 蕨抜六   | -          | るなむー | -          | ちゃむ・べりー | 犬神       |
| 14   | 妖怪の山決戦の章 The Battle of the Youkai Mountain                                         | 前編  | 蕨抜六   | -          | るなむー | -          | ちゃむ・べりー | 犬神       |
| 15   | 妖怪の山決戦の章 The Battle of the Youkai Mountain                                         | 中編  | 蕨抜六   | -          | るなむー | -          | ちゃむ・べりー | 犬神       |
| 16   | 妖怪の山決戦の章 The Battle of the Youkai Mountain                                         | 後編① | 蕨抜六   | -          | るなむー | -          | ちゃむ・べりー | 犬神       |
| 17   | 妖怪の山決戦の章 The Battle of the Youkai Mountain                                         | 後編② | 蕨抜六   | -          | るなむー | -          | ちゃむ・べりー | Iceon 犬神 |
| 18   | 霊夢暗殺計画の章 Reimu Only lives Twice                                                    | -     | 蕨抜六   | -          | るなむー | -          | ちゃむ・べりー | 中山新     |

## 頒布作品
| No      | タイトル                                             | 原作       | 頒布開始日(イベント名)               | 備考                                                   |
| ------- | ---------------------------------------------------- | ---------- | ------------------------------------ | ------------------------------------------------------ |
| 1st     | 幻想万華鏡～The Memories Of Phantasm〜               | 東方紅魔郷 | 2010/09/19(博麗神社例大祭SP)         | 曲「色は匂へど散りぬるを Ver.1.0」                     |
| 1st     | 幻想万華鏡OPver1.2＆EDミュージッククリップ           | 東方紅魔郷 | 2011/03/13                           | 曲「色は匂へど散りぬるを Ver.1.2 」&「Opposite World」 |
| 2nd     | 幻想万華鏡「月に叢雲華に風」プロモーションビデオ     | 東方地霊殿 | 2011/12/30(コミックマーケット81)     | 曲「月に叢雲華に風」                                   |
| 3rd     | 幻想万華鏡「華鳥風月」プロモーションビデオ           | 東方花映塚 | 2012/05/27(第九回博麗神社例大祭)     | 曲「華鳥風月」                                         |
| 4th     | 幻想万華鏡「泡沫、哀のまほろば」プロモーションビデオ | 東方永夜抄 | 2012/10/28(M3-2012秋)                | 曲「泡沫、哀のまほろば」                               |
| BD Best | 幻想万華鏡 OP＆ED Movie Best COLLECTION              |            | 2024/05/03(第二十一回博麗神社例大祭) | 本編で使用されたOP、EDを収録。                         |

| タイトル                                     | 原作         | 頒布開始日(イベント名)               |
| -------------------------------------------- | ------------ | ------------------------------------ |
| 幻想万華鏡 第1話「春雪異変の章」             | 東方妖々夢   | 2011/08/13(コミックマーケット80)     |
| 幻想万華鏡 第2話「紅霧異変の章(前編)」       | 東方紅魔郷   | 2013/05/26(第十回博麗神社例大祭)     |
| 幻想万華鏡 第3話「紅霧異変の章(中編)」       | 東方紅魔郷   | 2013/12/30(コミックマーケット85)     |
| 幻想万華鏡 第4話「紅霧異変の章(後編)」       | 東方紅魔郷   | 2014/11/24(第一回博麗神社秋季例大祭) |
| 幻想万華鏡 第5話「花の異変の章(前編)」       | 東方花映塚   | 2015/05/24(満福神社ファン感謝祭)     |
| 幻想万華鏡 第6話「花の異変の章(後編)」       | 東方花映塚   | 2015/10/18(第二回博麗神社秋季例大祭) |
| 幻想万華鏡 第7話「巨大妖怪伝説の章」         | 東方非想天則 | 2016/05/22(満福神社ファン感謝祭)     |
| 幻想万華鏡 第8話「永夜異変の章(前編)」       | 東方永夜抄   | 2016/12/29(コミックマーケット91)     |
| 幻想万華鏡 第9話「永夜異変の章(中編)」       | 東方永夜抄   | 2017/08/11(コミックマーケット92)     |
| 幻想万華鏡 第10話「永夜異変の章(後編①)」     | 東方永夜抄   | 2017/12/29(コミックマーケット93)     |
| 幻想万華鏡 第11話「永夜異変の章(後編②)」     | 東方永夜抄   | 2018/05/06(第十五回博麗神社例大祭)   |
| 幻想万華鏡 第12話「肝試しの章(前編)」        | 東方永夜抄   | 2018/12/30(コミックマーケット95)     |
| 幻想万華鏡 第13話「肝試しの章(後編)」        | 東方永夜抄   | 2019/05/05(第十六回博麗神社例大祭)   |
| 幻想万華鏡 第14話「妖怪の山決戦の章(前編)」  | 東方風神録   | 2019/12/31(コミックマーケット97)     |
| 幻想万華鏡 第15話「妖怪の山決戦の章(中編)」  | 東方風神録   | 2020/09/15                           |
| 幻想万華鏡 第16話「妖怪の山決戦の章(後編①)」 | 東方風神録   | 2021/04/18                           |
| 幻想万華鏡 第17話「妖怪の山決戦の章(後編②)」 | 東方風神録   | 2022/03/20(博麗神社例大祭in新潟)     |

| タイトル                                                             | 原作                                  | 頒布開始日(イベント名)               |
| -------------------------------------------------------------------- | ------------------------------------- | ------------------------------------ |
| 幻想万華鏡 第1話「春雪異変の章」BD版                                 | 東方妖々夢                            | 2013/08/12(コミックマーケット84)     |
| 幻想万華鏡～紅霧異変の章～ Blu-ray&DVDコンプリートセット             | 東方紅魔郷                            | 2016/08/13(コミックマーケット90)     |
| 幻想万華鏡～紅霧異変の章～ Blu-rayパッケージ                         | 東方紅魔郷                            |                                      |
| 幻想万華鏡 第5～7話 Blu-rayパッケージ 花の異変の章・巨大妖怪伝説の章 | 東方花映塚(5・6話)、東方非想天則(7話) | 2018/08/10(コミックマーケット94)     |
| 幻想万華鏡 第8〜11話 Blu-rayパッケージ 永夜異変の章                  | 東方永夜抄                            | 2019/08/12(コミックマーケット96)     |
| 幻想万華鏡 第12・13話 Blu-ray 肝試しの章                             | 東方永夜抄                            | 2022/08/14(コミックマーケット100)    |
| 幻想万華鏡 第14〜17話 Blu-ray 妖怪の山決戦の章                       | 東方風神録                            | 2022/10/23(第九回博麗神社秋季例大祭) |
| 幻想万華鏡 全話Blu-rayBOX -第18話「霊夢暗殺計画の章」収録-           | 上記参照(1~17話)、オリジナル(18話)    | 2023/05/07(第二十回博麗神社例大祭)   |

## 楽曲

### オープニングテーマ
| 話数     | 曲名                 | 原曲                                             | 歌          | 作詞     | 編曲         |
| -------- | -------------------- | ------------------------------------------------ | ----------- | -------- | ------------ |
| 1714〜17 | 色は匂へど散りぬるを | 神々が恋した幻想郷                               | senyaMarcia | かませ虎 | Iceon        |
| 2〜418   | 月に叢雲華に風       | ラストリモート                                   | senyaMarcia | かませ虎 | Iceon        |
| 5・6     | 華鳥風月             | 六十年目の東方裁判〜Fate of Sixty Years          | senya       | かませ虎 | Iceon        |
| 8〜13    | 泡沫、哀のまほろば   | エクステンドアッシュ〜蓬莱人月まで届け、不死の煙 | senya       | かませ虎 | Iceon Hizumi |

### エンディングテーマ
| 話数 | 曲名                       | 原曲                                                               | 歌           | 作詞       | 編曲              |
| ---- | -------------------------- | ------------------------------------------------------------------ | ------------ | ---------- | ----------------- |
| 1    | Opposite World             | 亡き王女の為のセプテット                                           | senya        | senya      | Iceon             |
| 2    | ヒトリシズカ               | 妖魔夜行                                                           | senya        | かませ虎   | Iceon             |
| 3    | 夜桜に君を隠して           | ルーネイトエルフ                                                   | senya        | かませ虎   | Iceon             |
| 4    | 残響は鳴り止まず           | 上海紅茶館 〜 Chinese Tea                                          | senya        | かませ虎   | Iceon             |
| 5    | コノ葉隠レ                 | 風神少女                                                           | senya        | かませ虎   | HiZuMi            |
| 6    | 魂の語りに導かれて         | 彼岸帰航 〜 Riverside View                                         | senya        | かませ虎   | Iceon             |
| 7    | 可能性の化身               | ぼくらの非想天則                                                   | senya        | かませ虎   | HiZuMi            |
| 8    | 共鳴しない愛のカタチ       | 懐かしき東方の血 〜 Old World                                      | senya        | かませ虎   | HiZuMi            |
| 9    | 躊躇いのユリカゴ           | 千年幻想郷 〜 History of the Moon                                  | 兎明         | かませ虎   | 神奈森ユウ HiZuMi |
| 10   | 照らされるくらいの幸せ     | ヴォヤージュ1969                                                   | senya        | かませ虎   | 神奈森ユウ HiZuMi |
| 11   | 御伽噺のカラクリは、       | 竹取飛翔〜Lunatic Princess                                         | senya        | 奥山ナマリ | 奥山ナマリ        |
| 12   | 今、誰が為のかがり火へ     | 東方妖怪小町月まで届け、不死の煙                                   | senya        | かませ虎   | Iceon             |
| 13   | 月輪に巡らされた記憶       | 亡き王女の為のセプテットフラワリングナイト永夜抄 〜 Eastern Night. | senya        | senya      | Iceon             |
| 14   | 果てなき風の軌跡さえ〜破〜 | 信仰は儚き人間の為に                                               | senya Marcia | かませ虎   | Iceon             |
| 15   | 紅に染まる恋の花           | 稲田姫様に叱られるから                                             | Marcia       | Marcia     | Iceon             |
| 16   | 明日散る運命なら           | 厄神様の通り道〜Dark Road                                          | Marcia       | Marcia     | Iceon             |
| 17   | 語り継ぐ魂は               | 明日ハレの日、ケの昨日                                             | Marcia       | Marcia     | Iceon             |
| 18   | 永遠の都で                 | 竹取飛翔〜Lunatic Princessヴォヤージュ1969                         | Marcia       | Marcia     | Iceon             |

### 挿入歌
「必然のカタストロフィ」（第10話）
少女フラクタルによる挿入歌。「亡き王女の為のセプテット」を原曲とする。歌唱は柚木梨沙、作詞はかませ虎、編曲はHiZuMiが担当する。
「カフカなる群青へ」（第17話）
幽閉サテライトによる挿入歌。「有頂天変 〜 Wonderful Heaven」を原曲とする。歌唱はMarcia、作詞はかませ虎が担当する。